# Vadstena kompani
Vadstena kompani var ett kompani inom Livgrenadjärregementet, tidigare Östgöta kavalleriregemente.
Vadstena kompani hade sina rotar inom Dals och Lysings härad.
Vadstena kompani tycks före 1815 ha namnändrats till Andra Majorens kompani.
Vadstena kompani leddes av en kapten.
Under honom fanns en löjtnant, en fänrik, en fältväbel, en sergeant och en förare.
I kompaniet fanns 125 rusthåll det vill säga 125 soldattorp med en soldat eller grenadjär på varje torp inom Lysings härad.
Se till exempel Narbäck, Stora Krokek och Gyllinge.